# Баклановская (Ставропольский край)
Бакла́новская — станица в Изобильненском районе (городском округе) Ставропольского края Российской Федерации.

## Варианты названия
- Баклановка,
- Баклановы[3]

## География
Станица расположена в степной зоне Ставропольской возвышенности на левом берегу реки Егорлык (напротив села Тищенское).
Расстояние до краевого центра: 54 км.
Расстояние до районного центра: 12 км (23 км по дороге).

## История
Хутор Баклановский основан в 22 мая 1875 года на землях станицы Новотроицкой, назван по имени первого поселенца Григория Бакланова.
До 19 сентября 1991 года станица входила в Передовой сельсовет. 19 сентября 1991 года Президиум Ставропольского краевого Совета народных депутатов решил «Образовать в Изобильненском районе Баклановский сельсовет с центром в станице Баклановская, выделив её из состава Передового сельсовета этого же района».
До мая 2017 года образовывала сельское поселение станица Баклановская как его единственный населённый пункт в составе Изобильненского муниципального района, преобразованного путём объединения всех упразднённых поселений в Изобильненский городской округ.

## Население
| 1855  | 1864  | 1874  | 1882  | 1896  | 1916  | 1989  | 2002  | 2010  |
| ----- | ----- | ----- | ----- | ----- | ----- | ----- | ----- | ----- |
| 710   | ↘441  | ↗920  | ↗953  | ↗978  | ↗1843 | ↘1620 | ↗2188 | ↘1998 |
| 2012  | 2013  | 2014  | 2015  | 2016  | 2017  | 2021  |       |       |
| ↘1980 | ↘1966 | ↘1955 | ↘1942 | ↗1949 | ↘1940 | ↗2293 |       |       |

Национальный состав
По итогам переписи населения 2010 года в станице проживали следующие национальности (национальности менее 1 %, см. в сноске к строке «Другие»):
| Национальность | Численность | Процент |
| -------------- | ----------- | ------- |
| Русские        | 1506        | 75,38   |
| Корейцы        | 220         | 11,01   |
| Цыгане         | 67          | 3,35    |
| Лезгины        | 30          | 1,50    |
| Другие         | 175         | 8,76    |
| Итого          | 1998        | 100,00  |

## Инфраструктура
В станице находятся Баклановский сельский Дом культуры, библиотека № 20, детский сад № 35, средняя общеобразовательная школа № 12. Уличная сеть насчитывает 6 улиц, 5 переулков и 7 проездов. К северо-востоку от населённого пункта расположено общественное открытое кладбище площадью 40 тыс. м².

## Экономика
Действующие на территории станицы предприятия специализируются на производстве зерновых культур (сельскохозяйственные производственные кооперативы «Нива», «Жемчуг», «Кубань-Баклановский», «Высь»; ООО «М. И.К.»; ОАО Агрофиорма «Золотая нива»; 32 фермерских хозяйства). Животноводство представлено частными подсобными хозяйствами. Самыми крупных предприятиями являются насосная станция Левоегорлыкской обводнительной оросительной системы-1 и головная насосная станция Изобильненского филиала ФГУ «Управление „Ставропольмелиоводхоз“».

## Люди, связанные со станицей
- Фёдоров Георгий Сергеевич (1926) — участник Великой Отечественной войны, Почётный гражданин станицы Баклановской[24].
- Шелухин Тимофей Семёнович (1927, Баклановская - 2020, Баклановская) — писатель-прозаик, член Союза писателей России, Почётный гражданин станицы Баклановской[25].

## Памятники
- Памятник красным партизанам, убитым в 1918 году[26].
- Братская могила воинов, погибших в годы гражданской войны. 1918—1920, 1952 гг[27].
- Братская могила советских воинов, погибших в борьбе с фашистами. 1942—1943, 1957 гг[28].
- Памятник коммунарам. 1957 год[29].